# Kołchoz

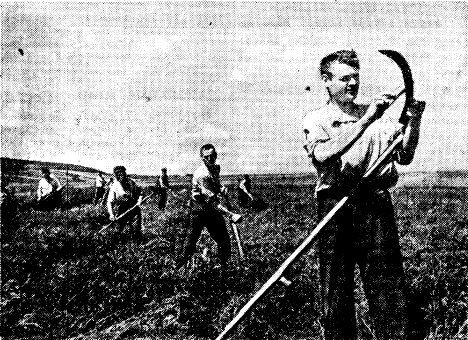
Sianokosy w mołdawskim kołchozie (rejon Orgiejów) w 1941 roku

Kołchoz (ros. колхоз) – rolnicza spółdzielnia produkcyjna, przedsiębiorstwo rolnicze charakterystyczne dla byłego ZSRR. 
Kołchoz to skrótowiec od nazwy kollektiwnoje choziajstwo (коллективное хозяйство), tzn. gospodarstwo kolektywne. W republikach związkowych ZSRR występowały lokalne odpowiedniki, np. kołhosp na Ukrainie radzieckiej.
Kołchozy były wynikiem kolektywizacji rolnictwa, przymusowego przejęcia ziemi rolników przez państwo. W odróżnieniu od sowchozów, ziemia należała do rolników tworzących spółdzielnię, ale była przekazana w bezterminowe użytkowanie wspólnocie. W przeciwieństwie do tradycyjnych spółdzielni, kołchozy nie mogły się rozwiązać i żaden kołchoźnik nie mógł porzucić wspólnoty. Po wprowadzeniu w ZSRR obowiązkowych dokumentów osobistych (paszport wewnętrzny) w 1932 roku aż do 1976 nie wydawano ich chłopom, co utrudniało im odejście do miast. Chłop mógł tylko wyjechać czasowo na podstawie tymczasowych dokumentów, które były ważne tylko w wyszczególnionych miejscach i dniach.
Kołchoźnicy dostawali wynagrodzenie miesięczne za pracę, mieli prawo do domu mieszkalnego i uprawy działki przydomowej.
W odróżnieniu od sowchozu, zarządca kołchozu był wybierany przez zebranie członków, które podejmowało także ważniejsze decyzje, jednak w praktyce było to formalnością i oba rodzaje gospodarstw niewiele się różniły. Kołchozy były mniejsze i na ogół bardziej wszechstronne, sowchozy zwykle specjalizowały się w jednym typie produkcji. W praktyce gospodarka rolna oparta na sowchozach i kołchozach była niewydolna, działała w oderwaniu od racjonalności ekonomicznej. Ceny zbytu płodów rolnych i wytworów produkcji zwierzęcej, ceny zakupu maszyn i surowców do produkcji, były planowane państwowo. Zakłady, które dostarczały maszyny i surowce oraz większość jednostek skupu produktów były państwowe. Tylko niewielka część produktów mogła być sprzedawana miejscowo po cenach umownych. Stałe pensje wprowadzone w kołchozach od lat 1960. były w niewielkim stopniu zależne od pracy. Brakowało bodźców ekonomicznych do racjonalizacji działalności rolnej, motywacja kołchoźników była niska przez brak wpływu pracy na jakość wyników. Produkcja rolna wymagała dotacji państwa, ceny gotowych produktów dla ludności pozostawały stosunkowo niskie. Kryzys szczególnie ujawnił się w latach 1980. i podczas zmian lat 1990, gdy wydajność produkcji np. ziarna z hektara w ZSRR była ponad dwukrotnie niższa, niż w Europie Zachodniej i USA oraz niższa od średniej światowej.
Popularną w ZSRR była nazwa Kołchoz im. Lenina, np. Kołchoz im. Lenina w Grebniowie w obwodzie riazańskim, Rybacki kołchoz im. Lenina w Kraju Chabarowskim, Rybacki kołchoz im. Lenina w Kraju Kamczackim.

## Kołchozy wBloku Wschodnim
- Rolnicza spółdzielnia produkcyjna (RSP) – Polska Rzeczpospolita Ludowa
- Landwirtschaftliche Produktionsgenossenschaft (LPG), także ogrodnicze Gärtnerische Produktionsgenossenschaft (GPG) – Niemiecka Republika Demokratyczna
- Jednotné zemědělské družstvo, Jednotné roľnícke družstvo – Czechosłowacka Republika Socjalistyczna
- Termelőszövetkezet – Węgierska Republika Ludowa
- Cooperativă Agricolă de Producție – Rumuńska Republika Ludowa
- Kooperativa bujqësore – Albania
- TKZS (ТКЗС) – Ludowa Republika Bułgarii

## Kołchozy na Białorusi
Kołchozy wciąż istnieją na Białorusi. Alaksandr Łukaszenka był w latach 1985–1987 sekretarzem partii w kołchozie im. Lenina w rejonie szkłowskim.